# Нове Булаєво
Нове Була́єво (рос. Новое Булаево, чув. Акчел) — присілок у складі Яльчицького району Чувашії, Росія. Входить до складу Яльчицького сільського поселення.
Населення — 273 особи (2010; 297 у 2002).
Національний склад:
- чуваші — 99 %